# Louis Hofmann
Louis Hofmann (født 3. juni 1997) er en tysk skuespiller, der havde sin første store rolle i den tyske film fra 2011 Tom Sawyer. Han medvirkede i rollen som tysk teenage-krigsfange i den danske film Under sandet og modtog Bodilprisen for bedste mandlige birolle for sin præstation. Han medvirker endvidere i den tyske Netflix-serie fra 2017 Dark.